# Ofertă publică inițială
Oferta Publică Inițială (în engleză Initial Public Offering, IPO) este un termen din domeniul pieței de capital ce denumește oferta inițială de acțiuni a unei societăți ce urmează să fie cotată la bursă. Compania privată devine companie publică  prin intermediul Investitorilor instituționali ce revând acțiunile către publicul larg pe bursă . 
Sunt vândute acțiuni primary ce vor finanța activitățile ulterioare ale companiei sau acțiuni acțiuni secondary (în engleza) ce au fost deja distribuite către acționari  caz în care sumele colectate ajung la acționari  nu în contul companiei.